# Liste von Autoren/A

## Aa
Bertus Aafjes (1914–1993), NL
Jeppe Aakjær (1866–1930), DK
Johannes Aal (um 1500–1551), CH
Hans Aanrud (1863–1953), NO
Emil Aarestrup (1800–1856), DK
Soazig Aaron (* 1949), FR
Ivar Aasen (1813–1896), NO

## Ab
Petrus Abaelardus (1079–1142), FR
Sait Faik Abasıyanık (1906–1954), TR
Lynn Abbey (* 1948), US
Jacob Abbott (1803–1879), US
John Stevens Cabot Abbott (1805–1877), US
Abdullah bin Abdul Kadir (1795–1852), MAL
Abe Kōbō (1924–1993), JP
Rebecca Abe (* 1967), D
Hans Karl Abel (1876–1951), D
Curt Abel-Musgrave (1860–1938), D, GB, USA
Matthias Abele von und zu Lilienberg (1616/1618–1677), AT
Joe Abercrombie (* 1974), GB
Walter Abish (1931–2022), US
Hermann Able (1930–2013), D
Dan Abnett (* 1965), GB
Abraham a Sancta Clara (1644–1709), D
Peter Abraham (1936–2015), D
Peter Abrahams (1919–2017), ZA
M. H. Abrams (1912–2015), US
Hans Aßmann Freiherr von Abschatz (1646–1699), D
Dannie Abse (1923–2014), GB
Leo Abse (1917–2008), GB
Alexander Abusch (1902–1982), D

## Ac
Chinua Achebe (1930–2013), NG
Anna Maria Achenrainer (1909–1972), AT
Franz Heinrich Achermann (1881–1946), CH
Arthur Achleitner (1858–1927), D
Friedrich Achleitner (1930–2019), AT
Bella Achmadulina (1937–2010), RUS
Anna Achmatowa (1889–1961), RUS
Willi Achten (* 1958), D
Herbert Achternbusch (1938–2022), D
Thomas Achtzehner (* 1964), D
André Aciman (* 1951), US
Joan Acker (1924–2016), US
Kathy Acker (1947–1997), US
J. R. Ackerley (1896–1967), US
Forrest J. Ackerman (1916–2008), US
Peter Ackroyd (* 1949), GB
Isabell Hohmann (geb. Ackermann) (* 1979), D
Walter Ackermann (1903–1939), D
Jürg Acklin (* 1945), CH
Mercedes de Acosta (1893–1968), US
Harold Acton (1904–1994), GB

## Ad
Gilbert Adair (1944–2011), GB
Barry Adam (* 1952), CAN
Engelbert Adam (1850–1919), D
Max Adam (* 1952), D
Friedrich Wilhelm Adami (1816–1893), D
Louis Adamic (1899–1951), US
Arthur Adamov (1908–1970), FR
Don Adams (* 1926), US
Douglas Adams (1952–2001), GB
Henry Adams (1838–1918), US
Léonie Adams (1899–1988), US
Nene Adams (1966–2015), US
Richard Adams (1920–2016), GB
Fleur Adcock (1934–2024), NZ/GB
Joseph Addison (1672–1719), GB
Uri Adelman (1958–2004), IL
Jacques d’Adelswärd-Fersen (1880–1923), FR
Leonhard Adelt (1881–1945), D
Amal Aden (* 1983), NORW/SOMALIA
Aravind Adiga (* 1974), IN
Halide Edip Adıvar (1884–1964), TR
Alfred Adler (1870–1937), AT
Detlev P. Adler (* 1956), D
Hans Adler (1880–1957), AT
Hans Günther Adler (1910–1988), CZ
Katharina Adler (Autorin) (* 1980), D
Katharina Adler (Publizistin) (1919–2010), D
Paul Adler (1878–1946), CZ / D
Jussi Adler-Olsen (* 1950), DK
Eufemia von Adlersfeld-Ballestrem (1854–1941), D
Roland Adloff (* 1956), D
Karl Adolph (1869–1931), AT
Rudolf Adolph (1900–1984), D
Jorge Enrique Adoum (1926–2009), EC
Endre Ady (1877–1919), HU

## Ae
Eva Björg Ægisdóttir (* 1988), IS
Alphons Aeby (1885–1941), CH
Uli Aechtner (* 1952), D
Hermann Aellen (1887–1939), CH
Æmilie Juliane von Barby-Mühlingen (1637–1706), D
Aeschylus (525–456 v. Chr.), GR

## Af
Horst Afheldt (1924–2016), D
Tatamkhulu Afrika (1920–2002), ZA

## Ag
Giorgio Agamben (* 1942), IT
James Agee (1909–1955), US
Joel Agee (* 1940), US
Samuel Agnon (1887–1970), IL
Dritëro Agolli (1931–2017), AL
Alfhild Agrell (1849–1923), SE
Rudolf Agricola (≈1444–1485), D
Rudolf Agstner (1951–2016), AT
João Aguiar (1943–2010), PT
Maurice Agulhon (1926–2014), FR

## Ah
Jerry Ahern (* 1946), US
Luise Ahlborn (1834–1921), D
Charlotte von Ahlefeld (1781–1849), D
Lars Ahlin (1915–1997), SE
Per Ahlmark (1939–2018), SE
Leopold Ahlsen (1927–2018), D
Muniruddin Ahmed (1934–2019), PAK
Ahn Jung-hyo (1941–2023), ROK
Juhani Aho (1861–1921), FIN
Martin Ahrends (* 1951), D
Barbara Ahrens (* 1945), D
Henning Ahrens (* 1964), D

## Ai
Wilhelmine Maria Aichbichler (1904–2002), AT
Wolf von Aichelburg (1912–1994), D
Inge Aicher-Scholl (1917–1998), D
Ilse Aichinger (1921–2016), AT
Christoph Wilhelm Aigner (* 1954), AT
Conrad Aiken (1889–1973), USA
Joan Aiken (1924–2004), GB
Matti Aikio (1872–1929), NO
Zhang Ailing (1920–1995), CHN
Pierre d’Ailly (1351–1420), FR
César Aira (* 1949), ARG
Rennie Airth (* 1935), ZA
Aischylos (525 v.C.–455 v.C.), GR
Dietmar von Aist (1140–1171), AT
Tschynggys Aitmatow (1928–2008), KIG

## Aj
Émile Ajar (1914–1980), FR
J. F. Ade Ajayi (1929–2014), NGA
Gennadi Ajgi (1934–2006), RUS

## Ak
Taner Akçam (* 1953), TR
Alan Burt Akers (Kenneth Bulmer; 1921–2005), GB
Tim Akers (* 1972), US
Doğan Akhanlı (1957–2021), TR / D
Kostas Akrivos (* 1958), GR
Wassili Aksjonow (1932–2009), RUS
Boris Akunin (* 1956), RUS
Akutagawa Ryūnosuke (1892–1927), JPN

## Al

### Ala–Alb
Leopoldo Alas Mínguez (1962–2008), SP
Muhammad al-Hasan al-Hamdani (900–945), YE
Abdullah al-Harari (1910–2008), ET
Mohammed Abed Al Jabri (1936–2010), MAR
Abū l-ʿAlāʾ al-Maʿarrī (973–1057), SYR
Abu Bakr Mohammad Ibn Zakariya al-Razi (864–930), (IR) (Perser)
Alain-Fournier (1886–1914), FR
Rabih Alameddine (* 1959), Libanon
Yahya Alavi fard (* 1973), IR
Jessica Marie Alba (* 1981), US
David Albahari (1948–2023), SCG
Edward Albee (1928–2016), US
Paul Albers (1852–1929), D
Hans Albert (1921–2023), D
Heinrich Albert (1604–1641), D
Michael Albert (1836–1893), D
Konrad Alberti (1862–1918), D
Rafael Alberti (1903–1999), ES
Aegidius Albertinus (1560–1620), D
Jürgen Alberts (* 1946), D
Elisabeth Albertsen (* 1942), D
Johann Georg Albini (1624–1679), D
Johann Georg Albini der Jüngere (1659–1714), D
Hermann Anton Albrecht (1835–1906), D
Johann Friedrich Ernst Albrecht (1752–1814), D
Paul Albrecht (1863–nach 1935), D
Sophie Albrecht (1757–1840), D
Madeleine Albright (1937–2022)

### Alc–Alg
Louisa May Alcott (1832–1888), US
Alan Alda (* 1936), US
Hanny Alders (1946–2010), NL
Richard Aldington (1892–1962), GB
Brian W. Aldiss (1925–2017), GB
Thomas Bailey Aldrich (1836–1907), US
Vicente Aleixandre (1898–1984), ES
Scholem Alejchem (1859–1916), UA
Mateo Alemán (1547–1609?), ES
José de Alencar (1829–1877), BR
Elisabeth Alexander (1922–2009), D
Lloyd Alexander (1924–2007), US
Swetlana Alexijewitsch (* 1948), BY
Willibald Alexis (1798–1871), D
Stephan Alfare (* 1966), AT
Isaak Alfasi (1013–1103)
Vittorio Alfieri (1749–1803), IT
Susanne Alge (1958–2022), AT
Luise Algenstaedt (1861–1947), D
Nelson Algren (1909–1981), US

### Ali–Alz
Sabahattin Ali (1907–1948), TR
Tariq Ali (* 1943), GB
Dante Alighieri (1265–1321), I
Gabrielle Alioth (* 1955), CH
Archibald Alison (1757–1839), GB
Marcel Allain (1885–1969), FR
Alphonse Allais (1854–1905), FR
Ove Allansson (1932–2016), SE
Henri Alleg (1921–2013), FR / DZ
Urs Allemann (1948–2024), CH
Richard Allen (eigentlich James Moffat; 1922–1993), GB
Roger MacBride Allen (* 1957), US
Steve Allen (1921–2000), US
Woody Allen (* 1935), US
Isabel Allende (* 1942), CHL
Kristiane Allert-Wybranietz (1955–2017), D
Manfred Allié (* 1955), D
Margery Allingham (1904–1966), GB
William Allingham (1828?–1889), IRL
Dorothy Allison (1949–2024), USA
Pierre Allix (1641–1717), FR
Karl Allmendinger (1863–1946), D
Hermann Allmers (1821–1902), D
Aaron Allston (1960–2014), US
Washington Allston (1779–1843), US
David Almond (* 1951), GB
Carl Jonas Love Almqvist (1793–1866), SE
Schulamit Aloni (1928–2014), IL
Hans Joachim Alpers (1943–2011), D
Rebecca Alpert (* 1950), USA
Ellen Alpsten (* 1971), EAK / D
Hilton Als (* 1960), US
Otto Alscher (1880–1944), AT
Franz Alt (* 1938), D
Çetin Altan (1927–2015), TR
Peter Altenberg (1859–1919), D
Matthias Altenburg (* 1958), D
Ludwig Altenhöfer (1921–1974), D
Peter Paul Althaus (1892–1965), D
Lisa Alther (* 1944), US
Louis Althusser (1918–1990), FR
René Altmann (1929–1978), CH / AT
Anna Altschuk (1955–2008), RUS
Noel Alumit (* 1968), USA/Philippinen
Elmar Altvater (1938–2018), D
Volker H. Altwasser (* 1969), D
Julia Alvarez (* 1950), DOM / US
Fernão Álvares do Oriente (1530/40–1595/1607), PT
Ludwig von Alvensleben (1800–1868), D
Betti Alver (1906–1989), EST
Paul Alverdes (1897–1979), D
Katja Alves (* 1961), CH
Götz Aly (* 1947), D

## Am
George Amabile (* 1936), CDN
Jorge Amado (1912–2001), BR
Andrej Amalrik (1938–1980), RUS
Jürg Amann (1947–2013), CH
Gerhard Amanshauser (1928–2006), A
Martin Amanshauser (* 1968), A
Amaru (6.–8. Jh.), IND
Axel von Ambesser (1910–1988), D
Ingvar Ambjørnsen (1956–2025), N
Eric Ambler (1909–1998), GB
Kai Ambos (* 1965), D
Francis Ambrière (1907–1998), F
Gustinus Ambrosi (1893–1975), A
Gerhard Amendt (* 1939), D
Günter Amendt (1939–2011), D
Carl Amery (1922–2005), D
Jean Améry (1912–1978), A
Jehuda Amichai (1924–2000), IL
Samir Amin (1931–2018), EG
Aharon Amir (1923–2008), IL
Kingsley Amis (1922–1995), GB
Martin Amis (1949–2023), GB
Daniel Amor (* 1973), CH
Roberto Ampuero (* 1953), RCH
Djamel Amrani (1935–2005), DZ
Nicole Amrein (* 1970), CH
Gerhard von Amyntor (1831–1910), A

## An

### Ana–And
Heinrich Anacker (1901–1971), CH
Manolis Anagnostakis (1925–2005), GR
Rudolfo Anaya (1937–2020), US
Eugen Andergassen (1907–1987), AT
Charlie Jane Anders (* 1969), US
Günther Anders (1902–1992), AT
Richard Anders (1928–2012), D
Alfred Andersch (1914–1980), D
Hans Christian Andersen (1805–1875), DK
Lale Andersen (1905–1972), D
Martin Andersen Nexø (1869–1954), DK
Kevin J. Anderson (* 1962), US
Poul Anderson (1926–2001), US
Sascha Anderson (* 1953), D
Sherwood Anderson (1876–1941), US
Gail Anderson-Dargatz (* 1963), CDN
Dan Andersson (1888–1920), SE
Reinhold Andert (* 1944), D
Emma Andijewska (* 1931), UA
Carlos Drummond de Andrade (1902–1987), BR
Mário de Andrade (1893–1945), BR
Oswald de Andrade (1890–1954), BR
Oswald Andrae (1926–1997), D
Marie Andrae-Romanek (1854–?), D
Johann Valentin Andreae (1586–1654), D
Wilhelm Andreae (1822–1872), D
Fred Andreas (1898–1975), D
Lou Andreas-Salomé (1861–1937), D
Stefan Andres (1906–1970), D
Andreas Andresen (1828–1871), D
V. C. Andrews (1923–1986), US
Leopold Andrian (1875–1951), AT / FL
Ivo Andrić (1892–1975), SCG
Hartmut Andryczuk (* 1957), D
Jerzy Andrzejewski (1909–1983), PL

### Ane–Anz
Aneirin (≈525–600), GB
Angelo Anelli (1761–1820), IT
A. Rosa Anemon (* 1952)
Maya Angelou (1928–2014), US
Angelus Silesius (1624–1677), D
Arnold Angenendt (1934–2021), D
August Angenetter (1876–1944), AT
Marie-Luise Angerer (1958–2024), AT
Fred Antoine Angermayer (1889–1951), AT
Gustl Angstmann (1947–1998), D
Friedrich Ani (* 1959), D
Mathilde Franziska Anneke (1817–1884), D / US
Hedwig Anneler (1888–1969), CH
Gabriele D’Annunzio (1863–1938), IT
Jean Anouilh (1910–1987), FR
Albert Otto Anschütz (1890–1945), AT
Elizabeth Anscombe (1919–2001), GB
Salomon An-ski (1863–1920), RUS
Otto Anthes (1754–≈1806), D
Mark Anthony (* 1966), US
Piers Anthony (* 1934), GB
Antiphanes (* 408/404 v. Chr.), GR
Alfred Antkowiak (1925–1976), D
Helga Anton (1923–2007), D
Michelangelo Antonioni (1912–2007), IT
Anton Ulrich (Braunschweig-Wolfenbüttel) (1633–1714), D
Donald Antrim (* 1958), US
António Lobo Antunes (* 1942), PT
Christopher Anvil (1925–2009), US
Oskar Anwand (1872–1946), D
Chairil Anwar (1922–1949), RI
Gloria Anzaldúa (1942–2004), US
Johann Anzengruber (1810–1844), AT
Ludwig Anzengruber (1839–1889), AT

## Ap
August Apel (1771–1816), D
Hans Apel (1932–2011), D
Bruno Apitz (1900–1979), D
Guillaume Apollinaire (1880–1918), FR
Apollodor von Athen (≈175 v. Chr.), GR
Apollonios von Rhodos (295–215 v. Chr.), GR
Aharon Appelfeld (1932–2018), IL
Johann Conrad Appenzeller (1775–1850), CH
Anne Applebaum (* 1964), US / PL

## Ar

### Ara–Arm
Louis Aragon (1897–1982), FR
Kurt Aram (1869–1934), D
Matilde Rosa Araújo (1921–2010), PT
John Arbuthnot (1667–1735), GB
Isabella Archan (* 1965), AT
Jeffrey Archer (* 1940), GB
Archilochos (≈650 v. Chr.–?), GR
John Arden (1930–2012), GB
Reinaldo Arenas (1943–1990), CU
Erich Arendt (1903–1984), D
Hannah Arendt (1906–1975), D / US
Birgitta Arens (* 1948), D
Detlev Arens (* 1948), D
Walter Conrad Arensberg (1878–1954), US
Wilhelm Arent (1864–19**), D
Ewald Arenz (* 1965), D
Karl Otmar von Aretin (1923–2014), D
Pietro Aretino (1492–1556), IT
Tudor Arghezi (1880–1967), RO
Philippe Ariès (1914–1984), FR
Ludovico Ariosto (1474–1533), IT
Aristainetos (5. Jh.), GR
Aristophanes († um 380 v. Chr.), GR
Aristoteles (384–322), GR
Jakob Arjouni (1964–2013), D
Marcel Arland (1899–1986), FR
Renato Arlati (1936–2005), CH
Roberto Arlt (1900–1942), RA
Friedrich Wilhelm Arming (1805–1864), AT / US
Wilhelm Arminius (1861–1917), D
Kelley Armstrong (* 1968), CAN

### Arn–Arz
Frank Arnau (1894–1976), AT
Ernst Moritz Arndt (1769–1860), D
Johann Arndt (1555–1621), D
Martin von Arndt (* 1968), D
Edwin Arnet (1901–1962), CH
Hermann Arnhold (1921–1991), RU/D
Achim von Arnim (1781–1831), D
Bettina von Arnim (1785–1859), D
Gisela von Arnim (1827–1889), D
Gottfried Arnold (1666–1714), D
Hans Arnold (1886–1961), D
Heinz Ludwig Arnold (1940–2011), D
Johann Georg Daniel Arnold (1780–1829), D
Johannes Arnold (1928–1987), D
Matthew Arnold (1822–1888), GB
Paul Johannes Arnold (1884–?), D
Wolf-Rüdiger Arnold, auch Wolf Arnold (* 1939), D
Paul-Alexandre Arnoux (1884–1973), FR
Benedikt Arnstein (1761–1841), AT
Jean-Paul Aron (1925–1988), FR
Raymond Aron (1905–1983), FR
Hans Arp (1887–1966), D / FR
Fernando Arrabal (* 1932)
Dschalāl ad-Dīn ar-Rūmī (1207–1273), IR
Kaan Arslanoğlu (* 1959), TR
Antonin Artaud (1896–1948), FR
Elizabeth Arthur (* 1953), US
H. C. Artmann (1921–2000), AT
Newton Arvin (1900–1963), USA
Dan Ar Wern (* 1952), FR
Cäsar von Arx (1895–1949), CH
Thomas Arzt (* 1983)

## As
Catherine Asaro (* 1955), US
Wilhelm Ernst Asbeck (1881–1947), D
Schalom Asch (1880–1957), PL / US
Udo Aschenbeck (1939–1995), D
Hans Aschenborn (1888–1931), D
Eva Aschenbrenner (1924–2013), D
Robert Ascher (1883–1933), A
Saul Ascher (1767–1822), D
Charles Robert Ashbee (1863–1942), GB
John Ashbery (1927–2017), US
Isaac Asimov (1920–1992), US
Janet Asimov (1926–2019), US
Katrin Askan (* 1966), D
Alexander Askoldow (1932–2018), RUS
Herbert Asmodi (1923–2007), D
Georg Asmussen (1856–1933), D
Ruth Aspöck (* 1947), A
Robert Lynn Asprin (1946–2008), US
Nikolaj Assejew (1889–1963), RUS
David Assing (1787–1842), D
Ludmilla Assing (1821–1880), D
Rosa Maria Assing (1782–1840), D
Ottilie Assing (1821–1884), D
Joaquim Maria Machado de Assis (1839–1908), BR
Hans Assmann Freiherr von Abschatz (1645–1699), D
David Jakob Assur (1810–1869), D
Wiktor Petrowitsch Astafjew (1924–2001), RUS
Arnfrid Astel (1933–2018), D
Sean Astin (* 1971), US
Thea Astley (1925–2004), AUS
Louise Aston (1814–1871), D
John Jacob Astor IV (1864–1912), US
Miguel Ángel Asturias (1899–1974), GCA (Guatemalteke)
Ala al-Aswani (* 1957), EGY

## At
Oğuz Atay (1934–1977), TR
Gertrude Atherton (1857–1948), US
Kate Atkinson (* 1951), GB
Yağmur Atsız (1939–2023), TR
Fariduddin Attar (1136 [?]–1221 [?]), IR
Per Atterbom (1790–1855), SE
Margaret Atwood (* 1939), CND

## Au
Annemarie in der Au (1924–1998), D
Max Aub (1903–1972), E
Brigitte Aubert (* 1956), F
Théodore Agrippa d’Aubigné (1552–1630), F
Victor Auburtin (1870–1928), D
Wystan Hugh Auden (1907–1973), GB
Jacques Audiberti (18991965), F
Jakob Audorf (1835–1898), D
Hartmann von Aue (1170–1220), D
Jean M. Auel (* 1936), US
Ludwig Auer (1839–1914), D
Margit Auer (* 1967), D
Martin Auer (* 1951), A
Richard Auer (* 1965), D
Alfred Auerbach (1873–1954), D
Berthold Auerbach (1812–1882), D
Ludwig Auerbach (1840–1882), D
Raoul Auernheimer (1876–1948), A
Joseph von Auffenberg (1798–1857), D
August Augspurger (1620–1675), D
August der Jüngere (Braunschweig–Wolfenbüttel) (1579–1666), D
Ernst Augustin (1927–2019), D
Ferdinand von Augustin (1807–1861), A
Waldemar Augustiny (1897–1979), D
Anton Aulke (1887–1974), D
Reinhold Aumaier (* 1953), A
Ludwig Aurbacher (1784–1847), D
Rose Ausländer (1901–1988), D
Ausonius (310 [?]–393 [?])
Jane Austen (1775–1817), GB
Paul Auster (1947–2024), US
Rose Austerlitz (1876–1939), D / A

## Av
Ava von Göttweig (≈1060–1127), A
Nicolaus von Avancini (1611–1686), IT
Friedrich Christian Benedikt Avé-Lallemant (1809–1892), D
Ferdinand Avenarius (1856–1923), D
Elise Averdieck (1808–1907), D
Ellis Avery (1972–2019), USA
Uri Avnery (1923–2018), IL

## Aw
Kofi Awoonor (1935–2013), GH

## Ax
David Axmann (1947–2015), AT
Elisabeth Axmann (1926–2015), RO

## Ay
Francisco Ayala (1906–2009), ES
May Ayim (1960–1996), D
Marcel Aymé (1902–1967), FR
Cornelius Hermann von Ayrenhoff (1733–1819), AT
Jakob Ayrer (1544–1605), D
Thomas Ays (* 1977), D